# 邕深高速动车组列车
邕深高速动车组列车是中国铁路运行于广西壮族自治区首府南宁市南宁东站及广东省经济特区深圳市深圳北站的高速动车组列车，列车经由南广铁路和广深港客运专线运行，现由南宁局集团南宁客运段负责客运任务。
目前南宁到深圳每天开行1对高速动车组列车，其中南宁东站开往深圳北站使用G2911次，深圳北站开往南宁东站使用G2916次，另有途径相同运行路径的邕港高速动车组列车、北深高速动车组列车、百深高速动车组列车覆盖相同运行路径。

## 历史
2015年3月20日，配合铁路运行图微调，南宁铁路局增开往返南宁东站和深圳北站的G2911/2912次列车，系往返南宁和深圳的第一对图定动车。同年5月20日，新增G2913/2914次列车。
2016年1月10日，南宁铁路局新增往返南宁东站和深圳北站的G2915/2916次列车。
2019年12月30日，配合铁路运行图调整，原南宁东~深圳北G2915/2914次列车延长至北海站始发终到，车次调整为G2920/2917、G2918/2919次。
2023年7月1日，原南宁东~深圳北G2913/2912次列车延长至百色站始发终到，车次调整为G2958/2955、G2956/2957次。

## 时刻表
- 以下数据截至2024年6月15日：

| 里程 | G2911次 | G2911次 | 停靠站 | G2916次 | G2916次 | 里程 |
| 里程 | 到点    | 开点    | 停靠站 | 到点    | 开点    | 里程 |
| ---- | ------- | ------- | ------ | ------- | ------- | ---- |
| 0    | —       | 08:34   | 南宁东 | 21:34   | —       | 665  |
| —    | ↓       | ↓       | 贵港   | 20:50   | 20:52   | 525  |
| 317  | 10:01   | 10:05   | 梧州南 | ↑       | ↑       | —    |
| —    | ↓       | ↓       | 肇庆东 | 19:14   | 19:16   | 178  |
| 563  | 11:27   | 11:34   | 广州南 | 18:34   | 18:38   | 102  |
| —    | ↓       | ↓       | 虎门   | 18:15   | 18:17   | 52   |
| 665  | 12:04   | —       | 深圳北 | —       | 17:58   | 0    |

## 使用列车
G2911/2916次列车使用配属南宁局集团南宁屯里动车所的CRH380A。

## 列车交路
G2911次南宁东往深圳北→G2918/2919次深圳北往北海→G2920/2917次北海往深圳北→G2956/2957次深圳北往百色→G2958/2955次百色往深圳北→G2916次深圳北往南宁东。